# Викрадення сабінянок
Ви́крадення сабі́нянок — міфічний акт масового викрадення мешканцями Стародавнього Риму жінок із племені сабінів у VIII столітті до нашої ери. Один з перших відомих епізодів воєнного сексуального насильства.

## Причини
На початку існування Риму цар Ромул піклувався переважно про військову міць та обороноздатність. Тому після мілітаризації римського суспільства та збільшення його кількості (яке складалось переважно із рабів-утікачів, вимушених емігрантів та авантюристів з інших міст Апеннінського півострова), виник демографічний перекіс: у Римі бракувало жіночого населення. Ромул намагався вирішити проблему шлюбними союзами з сусідніми містами, але на офіційну пропозицію всі сусідні міста-держави відповіли відмовою.

## Перебіг злочинів
За римським істориком Ліві, викрадення жінок племені сабінів відбулося в ранній історії Риму незабаром після його заснування в середині 8 століття до н.е. і було вчинено Ромулом та його прихильниками чоловіками. За переказами, після заснування міста населення складалося виключно з чоловіків: бандитів, латинян та інших італійських народів. Оскільки Рим зростав швидко, порівняно з сусідами, Ромул переймався підтримкою міської сили. Його головне занепокоєння полягало в тому, що з нечисленними жительками не буде шансів утримати населення міста, без якого Рим не може проіснувати довше одного покоління. За порадою сенату римляни вирушили в навколишні регіони в пошуках дружин, щоб створити сім'ї. Вони безуспішно вели переговори з усіма народами, до яких зверталися, включаючи сабінян, що населяли сусідні райони. Сабіняни боялися появи суперницького суспільства і відмовилися дозволити своїм жінкам одружуватися з римлянами. Натомість римляни розробили план викрадення жінок Сабін.
У Римі були влаштовані ігри на честь божества Нептуна Кінного (Консуалії). На свято були запрошені громадяни сусідніх міст. За твердженням Тита Лівія, на святкуванні були представники усіх сусідніх народностей — ценінці, крустуминці, антемняни та сабіняни (сабіни). Спочатку римляни приспали увагу гостей, доброзичливо прийнявши їх, а коли почалися ігри, одночасно і за спеціальним сигналом римські чоловіки кинулись на жінок і відібрали їх у гостей. Загалом на фестивалі римляни викрали тридцять сабінянок. За переказом, всі викрадені на святі жінки були цнотливими, за винятком однієї, одруженої раніше Герсілії.
Герсілія змушена була стати дружиною Ромула, а згодом припинила наступну війну між Римом та Сабінами, задіявши співвітчизниць: обурені полонянки за її переконанням спільно попросили Ромула прийняти римських чоловіків як своїх нових чоловіків.

## Історичний аналіз
Мотивація викрадення сабінянок дискутується серед античних джерел. Лівій пише, що мотивація Риму до викрадення жінок Сабіни полягала виключно у збільшенні населення міста, і стверджує, що під час викрадення не відбулося прямих сексуальних нападів. За Лівієм, Ромул запропонував жінкам Сабіни вільний вибір, а також громадянські та майнові права. За словами Лівія, Ромул розмовляв з кожною з них особисто, заявивши, що це все відбулось через гордість їх батьків, які позбавили їх права на шлюб із сусідами. Вони жили б у чесному шлюбі і ділилися б усіма своїми майновими та громадянськими правами та були б вільними.
Вчені, такі як Діонісій Галікарнас, стверджують, що це була спроба домогтися союзу з Сабінами через новозасновані стосунки жінок з римськими чоловіками.
Думка Лівія певним чином підтверджується творами Цицерона. У праці "De republica" він повторює думку Лівія, що план викрадення жінок Сабіни на фестивалі був розроблений, щоб "зміцнити нову державу" та "захистити ресурси свого королівства та людей".
На відміну від Лівія, Цицерона та Діонісія, Овідій розглядає викрадення сабінянок як можливість чоловіків Риму здійснити свої сексуальні бажання, а не спробу взяти дружин для насичення Риму дітьми. Хоча Овідій зазначає проблему, пов’язану з відсутністю жінок у Римі, але не вважає це фактором у плануванні викрадення.

## Наслідки
Батьки викрадених дівчат та жінок згуртувались навколо царя сабінян Тита Тація. Однак ценінці під керівництвом свого правителя Акрона вирішили не чекати, доки сабіняни підготуються до війни, і почали власну агресію проти римлян. Наслідком швидко початої та недостатньо підготованої війни стала їх повна поразка та захоплення їхнього міста військом під командуванням Ромула. Це послабило антиримську коаліцію міст та зміцнило становище Риму на Апеннінському півострові.